# 鄧羅賓城堡
鄧羅賓城堡（Dunrobin Castle）是位於英國蘇格蘭高地地區的一座城堡，附近的主要城鎮有布羅拉。鄧羅賓城堡擁有多達189個房間，是高地北部地區規模最大的城堡。

## 外部連結
- 官方网站
- Site dedicated to Dunrobin School